# 八媛ちずか
八媛 ちずか（やつひめ ちずか、1983年2月18日 - ）は、日本のシンガーソングライター。岩手県出身。血液型A型。2009年9月現在インディーズで活動中。

## 来歴
- 幼少の頃から歌う事が大好きな子供だった。
- 両親が6歳の時に離婚、更に10代の頃、親しい友人を不慮の事故で亡くした事などが、彼女の人生観に大きな影を落とすが、そういった事をきっかけに詩や、歌を通しての表現者としての道を探り始める。（本人HP参考）
- 自作の詩を様々な雑誌に投稿、掲載されるが、2001年1月「週刊SPA!」にて「詩が良い幻の美少女」として中森明夫のコーナーで取り上げられる。（本人HP参考）
- 「3年ほど前から代々木公園にて路上ライブを始め、100回以上のストリートライブを行うと共に、渋谷のマイティビジョンを使ってのPR、また主要駅前でのティッシュフライヤー配布など、幼い子を持つ母でありながら、ストリートミュージシャンとして活動中。
- 自身も勿論曲作りをするが、複数の作曲家とチームを組む。

## 音楽活動歴
- 高校1年生（15歳）の時、友人とのボーカル＆ピアノのユニット『pure heart』にて自習制作テープを地元レコード店にて販売。

2007年
- 2007年2月頃～渋谷、代々木公園NHK前にてラジカセにハンドマイク1本というスタイルでストリートライブを始める。
- 2007年11月、新大久保「HOT SHOT」にて「Live in heart」に出演。
- 同年同月、池袋西口公園野外ステージに出演。

2008年
- 2008年2月、「お茶の水KAKADO」にて「Live in heart」にて初ライブを行う。
- 2008年4月より活動の場を、JR巣鴨駅前、王子の飛鳥山公園にも広げ、演歌なども交えながら路上ライブを続ける。
- 2008年11月の警察による「代々木公園全面封鎖」以降は活動の場をJR中野駅前、JR三鷹駅前、JR川崎駅前などに移し路上ライブ活動を行う。

2009年
- 2009年4月、Small Cast Radio NetworksのNetRadio番組「allways akB」へゲスト出演。この番組内で、実は自身が既婚者であり、1児の母である事をCome out。
- 2009年3月、銀座miiya Cafeにて藍原竜太のイベントライブに出演。
- 2009年8月、秋葉原「Live Garage秋田犬」にて「Live in heart」に出演。

## ディスコグラフィー
- 1998年「虹になりかけた鳥」「LOVE」(※自主制作TAPE)
- 2008年10月12日 1stシングル、「夜明けの鈴が鳴る頃」発表。
- 2009年6月7日 2ndシングル、「サ・ケ・ビ・・・/数秒の視界の中で・・・」発表。
- 2009年7月5日 3rdシングル、「小さな舟/おかえり」発表。（作曲、内海治夫）
- 2010年2月7日 4thシングル、「花時計」発表。